# 格吕梅尼勒
格吕梅尼勒（法語：Grumesnil，法語發音：[ɡʁymenil]）是法国滨海塞纳省的一个市镇，属于迪耶普区。

## 地理
格吕梅尼勒（49°36'33"N, 1°41'33"E）面积11.16 平方千米，位于法国诺曼底大区滨海塞纳省，该省份为法国北部沿海省份，其西部及北部濒大西洋英吉利海峡，东起顺时针与索姆省、瓦兹省、厄尔省和卡爾瓦多斯省接壤。
与格吕梅尼勒接壤的市镇（或旧市镇、城区）包括：泰兰河畔卡尼、加耶方丹、欧库尔、欧塞、福尔默里。
格吕梅尼勒的时区为UTC+01:00、UTC+02:00（夏令时）。

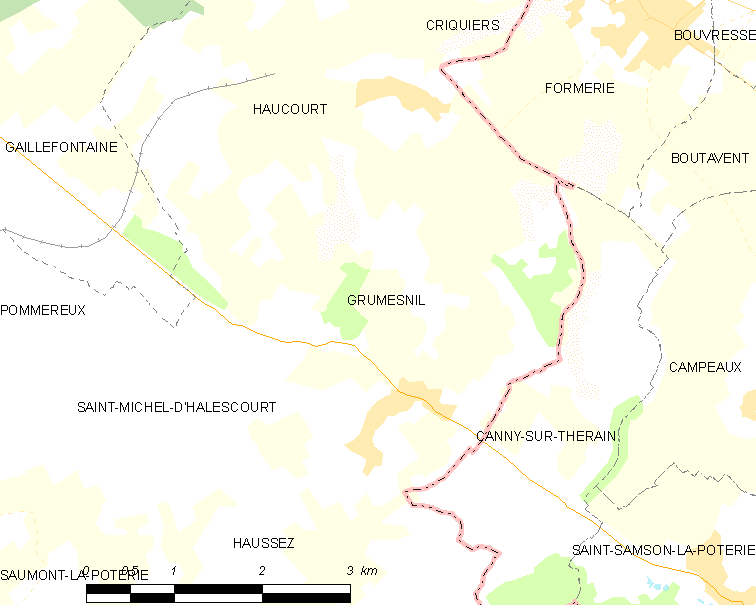
格吕梅尼勒的OSM定位图

## 行政
格吕梅尼勒的邮政编码为76440，INSEE市镇编码为76332。

## 政治
格吕梅尼勒所属的省级选区为布赖地区古尔奈县。

## 人口

1962-2008年间格吕梅尼勒人口变化图示

格吕梅尼勒于2022年1月1日时的人口数量为480人。